# Orocrambus siriellus
Orocrambus siriellus là một loài bướm đêm trong họ Crambidae.